# Phelotrupes jekeli
Phelotrupes jekeli är en skalbaggsart som beskrevs av Edgar von Harold 1869. Phelotrupes jekeli ingår i släktet Phelotrupes och familjen tordyvlar. Inga underarter finns listade i Catalogue of Life.